# 郁保四
郁保四（いく ほうし）は中国の四大奇書の一つである『水滸伝』に登場する架空の人物。梁山泊第百五位の好漢。地健星の生まれ変わり。渾名は険道神（けんどうしん）。身長は一丈と梁山泊の108人の好漢のなかでは最高身長で、力持ちでもある。

## 生涯
当初は曾頭市の曾家の配下として登場。梁山泊が北方で買い付けた軍馬を郁保四が奪ったことが、曾家と梁山泊の二度目の戦いの発端となる。しかし、曾家の敗色が濃くなると梁山泊側に寝返り、以後梁山泊の一員となった。
梁山泊では主に旗持ちの役を務め、田虎との戦いでは負傷しながらも帥字旗を守り切った。方臘征伐の清渓県の戦いにおいて、敵将の杜微が放った飛刀により戦死した。